# 10577 Jihčesmuzeum
10577 Jihčesmuzeum là một tiểu hành tinh vành đai chính với chu kỳ quỹ đạo là 1513.7712819 ngày (4.14 năm).
Nó được phát hiện ngày 2 tháng 5 năm 1995.